# Berufliche Oberschule Holzkirchen
Die Berufliche Oberschule in Holzkirchen (Oberbayern) (Berufliche Oberschule Holzkirchen – Staatliche Fachoberschule Holzkirchen) ist eine Fachoberschule der Ausbildungsrichtungen Sozialwesen und Wirtschaft und Verwaltung und Technik.

## Räumliche Entwicklung
Die Schule wurde im Schuljahr 2009/2010 als Zweigniederlassung der Beruflichen Oberschule Bad Tölz errichtet und ist seit Beginn des Schuljahres 2012/13 eine eigenständige Schule. Die Schule war für die Dauer von drei Jahren in einem Schulcontainer in der Krankenhausstraße untergebracht.
Mit Beginn des Schuljahres 2014/15 ist die Berufliche Oberschule Holzkirchen in einen Teil des neuen Schulcampus eingezogen. Der Neubau beinhaltet modernste mediale Ausstattung, Sport- und Freizeitmöglichkeiten sowie eine Schulmensa zur Verpflegung der Schüler. Mit Einzug in das neue Schulgebäude konnten auch die neuen Werkstätten für den Technik-Bereich in Betrieb genommen werden. Besonderheit ist, dass der mit 38,85 Millionen Euro veranschlagte Bau nicht vom Schulträger (Landkreis Miesbach), sondern von einem privaten Investor gebaut und betrieben wurde. In einem Vertrag über 25 Jahre wird das Gebäude inkl. sämtlicher Serviceleistungen wie Reinigung und Hausmeister an den Landkreis langfristig verpachtet.
Durch die Einrichtung der Beruflichen Oberschule in Verbindung mit der Errichtung eines staatlichen Gymnasiums wird Holzkirchen zu einem bedeutenden, landkreisübergreifenden Schulstandort im bayerischen Oberland. Der Einzugsbereich der Schule reicht von den Landkreisen Miesbach, Bad Tölz-Wolfratshausen und Rosenheim bis zum südlichen Rand von München.

## Ausbildungsrichtungen
Angeboten werden die Klassen 11, 12 und 13 der Ausbildungsrichtungen „Sozialwesen“, „Technik“, „Wirtschaft/Verwaltung“ und „internationale Wirtschaft“. Mit Einzug in das neue Schulgebäude konnten auch die neuen Werkstätten in Betrieb genommen werden.
Mit erfolgreichen Abschluss der 12. Jahrgangsstufe kann die Fachhochschulreife erlangt werden.
An der Beruflichen Oberschule Holzkirchen kann bei entsprechenden Leistungen die 13. Klasse (FOS) besucht werden und die fachgebundene bzw. allgemeine Hochschulreife (Abitur) erlangt werden. Hierzu werden die Fremdsprachen Französisch, Spanisch und Italienisch bei entsprechender Nachfrage angeboten.

## Schulleben
Die Berufliche Oberschule Holzkirchen verfügt über einige Besonderheiten, so werden z. B.
- die Schüler und Schülerinnen der Ausbildungsrichtung Sozialwesen zusätzlich zur regulären Betreuung während der fachpraktischen Ausbildung  (z. B. Praktikum in der Pflege) in einer Fortbildung auf das Thema Krankheit und Tod vorbereitet. Die Fortbildung wird in Zusammenarbeit mit dem Schulpastoralen Zentrum Holzkirchen durchgeführt.[8]
- Am Schuljahresanfang wird mit allen Schülern der 11. Jahrgangsstufe ein zweitägiger Präventionskurs „Pack ma's“ durchgeführt. In diesem werden sowohl vorbeugend die Grundlagen für einen friedlichen Umgang innerhalb der Schule gelegt, als auch Möglichkeiten aufgezeigt im Konfliktfall geeignete Maßnahmen zu treffen, um adäquat dagegen wirken zu können. Die Wirksamkeit wurde von der Ludwig-Maximilians-Universität München in einer Evaluation bestätigt und wird von der Dominik-Brunner-Stiftung unterstützt.[9]
- Schulmusiker, die schulische Feiern musikalisch begleiten.
- Ein schulartungebundener Förderverein für weiterführende Schulen in Holzkirchen unterstützt die Berufliche Oberschule Holzkirchen.[10]